# Ctenus itatiayaeformis
Ctenus itatiayaeformis là một loài nhện trong họ Ctenidae.
Loài này thuộc chi Ctenus. Ctenus itatiayaeformis được Lodovico di Caporiacco miêu tả năm 1955.